# Крумбах (Швабија)
Крумбах (Швабија) (њем. Krumbach (Schwaben)) град је у њемачкој савезној држави Баварска. Једно је од 34 општинска средишта округа Гинцбург. Према процјени из 2010. у граду је живјело 12.564 становника. Посједује регионалну шифру (AGS) 9774150.

## Географски и демографски подаци
Крумбах се налази у савезној држави Баварска у округу Гинцбург. Град се налази на надморској висини од 512 метара. Површина општине износи 44,6 km². У самом граду је, према процјени из 2010. године, живјело 12.564 становника. Просјечна густина становништва износи 282 становника/km².

## Међународна сарадња
| Мјесто        | Држава  | Врста сарадње | Од    |
| ------------- | ------- | ------------- | ----- |
| Маркт Калтерн | Италија | контакт       | 1957. |
| Извор         |         |               |       |